# Magyarország története (Varga)
Magyarország története, alcímén fiataloknak és öregeknek elbeszéli Varga Ottó egy 19. század végi nagy terjedelmű, olvasmányos magyar történelmi összefoglalás.

## A mű története
Varga Ottó (1853–1917) állami főgimnáziumi tanár 1895-ben bocsátotta közre Magyarország történetét. A korábban már több tankönyvet megírt szerző célja az volt, hogy a nagyközönség egy kötetben, szép kiállításban kaphassa kézhez hazánk múltjának feldolgozását. Mint az Előszóban kiemelte:
„Öt esztendővel ezelőtt a Kisfaludy-Társaság ötszáz forintos díjat tűzött ki egy olyan, irodalmunkban eleddig hiányzó könyv megirására, mely történetünket az alapos tudás mellett szép, egyszerű nyelven beszélné el olyan formán, mint a hogy az angol Dickens, vagy a franczia Guizot elbeszélik a saját nemzetük történetét. Olyan könyvet akart, mely népünk könyve lehessen, mely annak figyelmét is lekösse, őt gyönyörködtetve oktassa; de a melyet egyúttal gyönyörűséggel olvashatnának nőink, fiaink, leányaink, sőt a tanult ember is, mint a hogy Dickenst gyönyörűséggel olvashatja.”
A zsűritagok 12 más mű közül Varga (akkor még befejezetlen) művét ítélték megfelelőnek. Ennek oka az volt, hogy a mű „komoly méltánylást érdemlő, irodalmi színvonalon álló munka. Stylusa a kellemesen elbeszélőé; csoportosítása az alapos történetíróé; tudása nem száraz adathalmozás, hanem alapos segítő társa az események élvezetes előadásában; a hol nagyon részletesnek látszik, élénkségével kárpótol, frisseségével hat reánk, úgy hogy művét mindig unalom nélkül, sok helyt (terjedelme daczára) valódi gyönyörrel olvashatni.”
A műről a Katholikus szemle közölt 1896-ban ismertetést. A Kisfaludy Társaság Lukács Krisztina-díjjal tüntette ki az alkotást. Ezt segítette az aranyozott betűkkel ellátott díszes zöld (más kötésváltozatban piros) borító és a 226 fekete-fehér szövegkép.

## Tartalma
A 862 oldalas mű kronológiai sorrendben tekinti át a magyar történelem nevezetesebb eseményeit. Önálló résznek is beillő, 20-60 (egy esetben 150) oldalas fejezetei a következők voltak:
- Magyarország régi lakosairól Krisztus születésétől a 895-ik esztendeig
- A honfoglalásról és a rablóháboruk idejéről 895-től a 972-ik esztendeig
- Géza fejedelemről és Szent István királyról, 972-től az 1038-adik esztendeig
- Szent István utódairól. 1038-től az 1077-edik esztendeig
- Szent Lászlóról és Könyves Kálmánról. 1077-től az 1114-edik esztendeig
- A trónviszályok idejéről. 1114-től az 1205-ödik esztendeig
- Magyarország Jeruzsálemi Endre idejében. 1205-től az 1235-ödik esztendeig
- Magyarország Negyedik Béla idejében. 1235-től az 1270-edik esztendeig
- Az utolsó Árpádházi királyokról. 1270-től az 1301-edik esztendeig
- Magyarország Venczel, Ottó és Károly királyok alatt. 1301-től az 1342-edik esztendeig
- Magyarország Nagy Lajos idejében. 1342-től az 1382-edik esztendeig
- Magyarország Mária és Zsigmondnak idejében. 1382-től az 1437-edik esztendei
- Magyarország Hunyadi János idejében. 1437-től az 1458-adik esztendeig
- Magyarország Igazságos Mátyás idejében. 1458-tól az 1490-edik esztendeig
- Az ország romlásáról Dobzse László és Második Lajos idejében. 1490-tól az 1526-odik esztendeig
- Az ország szétdarabolásáról a török hatalom és a német hatalom között. 1526-tól az 1570-edik esztendeig
- Magyarország a török-világ idejében. 1570-től az 1640-edik esztendeig
- Magyarországról a vallás- és szabadságharczok idejében. 1604-től az 1657-edik esztendeig
- Magyarországról a német-világ idejében. 1657-től az 1711-edik esztendeig
- Magyarország és az uralkodóháznak kibéküléséről 1711-tkől az 1750-edik esztendeig
- Az új Magyarország születéséről. Az 1750-edik esztendőtől napjainkig

A kötet végén a magyar uralkodók táblája kapott helyet.

## Fakszimile és elektronikus kiadások
A könyv elektronikus formában az Archive.org honlapján olvasható. Fakszimile kiadása 2000-ben jelent meg a Babits Kiadó jóvoltából (ISBN 963-9272-23-x).